# IC 255
IC 255 је спирална галаксија у сазвјежђу Ован која се налази на листи објеката дубоког неба у Индекс каталогу.
Деклинација објекта је + 16° 17' 20" а ректасцензија 2h 47m 3,3s. Привидна величина (магнитуда) објекта IC 255 износи 14,9 а фотографска магнитуда 15,7. IC 255 је још познат и под ознакама MCG 3-8-8, CGCG 463-12, PGC 10540.